# Call of Duty: Modern Warfare 3
Call of Duty: Modern Warfare 3 (abgekürzt auch Call of Duty: MW3 oder MW3) ist ein Ego-Shooter, welcher in Zusammenarbeit von Infinity Ward und Sledgehammer Games entwickelt wurde. Für den Mehrspieler-Modus war Raven Software verantwortlich. Als achter Teil der Call-of-Duty-Reihe und dritter Teil des Modern-Warfare-Franchises knüpft er direkt an die Geschehnisse von Call of Duty: Modern Warfare 2 an.
Das Spiel wurde weltweit am 8. November 2011 für Xbox 360, PlayStation 3 und PC veröffentlicht. Eingeschränkte Versionen sind auch für Wii und Nintendo DS erhältlich. Innerhalb eines Tages wurde es allein in den Vereinigten Staaten und Großbritannien 6,5 Millionen Mal verkauft, erzielte einen Umsatz von 400 Millionen US-Dollar und war der erfolgreichste Start eines Videospieles bis zum Erscheinen des Nachfolgers Call of Duty: Black Ops II am 13. November 2012, der diesen Rekord brach.

## Spielelemente

### Kampagne
Die Kampagne behandelt, wie schon im Vorgänger, mehrere Nebenhandlungen, die Bezug auf eine gemeinsame Geschichte nehmen. Die spielbaren Charaktere wechseln sich dabei oft ab. Der Spieler schlüpft in mehreren Mission in die Rolle des Delta-Force-Soldaten Sergeant „Frost“ Westbrook, der Missionen in New York, Hamburg und Berlin mit seinem Team übernimmt. In den Missionen des Task-Force 141 wird zuerst die Rolle des Yuri eingenommen, in der letzten Mission die von Captain Price. In einzelnen Missionen lassen sich Charaktere spielen, deren Funktion für die Handlung wichtig ist, aber selbst nebensächlich sind. Die Missionen finden in New York, Nordindien, Hamburg, Berlin, Sibirien, Sierra Leone, London und Paris statt.

#### Handlung
Die Kampagne von Modern Warfare 3 schließt direkt an den Vorgänger Call of Duty: Modern Warfare 2 an. John „Soap“ MacTavish, schwer verletzt nach dem Kampf mit General Shepherd, wird von Captain Price und Nikolai nach Nordindien in Sicherheit gebracht. Währenddessen befindet sich der Konflikt zwischen den Vereinigten Staaten und Russland auf dem Höhepunkt; der Spieler greift als Derek „Frost“ Westbrook, Mitglied der US-Spezialeinheit Delta Force (Rufzeichen: Metal), in den Kampf um New York ein, zerstört einen feindlichen Funkmast sowie eine große Anzahl der russischen Marine im Hafen von New York. Durch diesen Sieg gelingt es der amerikanischen Armee, die Russen in die Defensive zu drängen und aus den Staaten zu vertreiben.
In der nächsten Mission wird das Versteck von Price und MacTavish von Söldnern angegriffen, die von ihrem Erzfeind Vladimir Makarov geschickt wurden. Der Spieler schlüpft hierbei in die Rolle von Yuri, einem Ex-Speznas, der aufgrund seiner Vorgeschichte eine Rechnung mit Makarov zu begleichen hat. Es gelingt den dreien, mit Nikolai in einem Helikopter zu entkommen. Die nächste Mission findet im Privatflugzeug des russischen Präsidenten Boris Vorshevsky statt. Dieser befindet sich mit seinem Stab auf dem Weg nach Hamburg, um dort Friedensgespräche mit den Amerikanern zu führen. Dieser Schritt widerspricht jedoch den Interessen Makarovs, weshalb er das Flugzeug entführen lassen will. Als Sicherheitsagent des Präsidenten kämpft sich der Spieler durch den Flieger, welcher aufgrund der im Inneren stattfindenden Kampfhandlungen schließlich in der Mitte entzweibricht und abstürzt. Am Boden warten jedoch weitere Söldner Makarovs; es gelingt den Agenten, die Tochter des Präsidenten, Alena Vorshevsky, in Sicherheit zu bringen. Der Protagonist wird daraufhin jedoch von Makarov erschossen und Vorshevsky gefangen genommen. Jetzt offenbart Makarov seinen Plan: Er will in den Besitz der Startcodes für die Nuklearraketen Russlands gelangen, um Europa zu erobern, „selbst wenn nur noch ein Haufen Asche übrig ist.“
Der Präsident weigert sich jedoch, und Makarov versucht nun, Alena zu finden, um sie als Druckmittel zu benutzen. Nun setzt die Handlung wieder bei Soap und Price an. Sie verfolgen eine Spur Makarovs nach Sierra Leone, jedoch wird die von ihnen gesuchte Fracht nach London verbracht. Price gibt dem Special Air Service daraufhin einen Tipp, um die Ladung abzufangen. Nach schweren Gefechten gelingt es dem SAS, einen Lastwagen aus dem Verkehr zu ziehen. Ein anderer blieb jedoch unbemerkt und explodiert wenig später in der Innenstadt von London, wobei aus ihm Giftgas entweicht. Zeitgleich geschieht in vielen europäischen Metropolen das Gleiche. Schnell wird klar, dass es sich nicht um Terroranschläge handelt. Die Gasangriffe waren eine koordinierte Vorbereitung der Russen für eine Invasion Europas.
Das Sonderkommando Metal wird nun nach Hamburg verlegt, wo der Spieler wieder als „Frost“ den amerikanischen Vizepräsidenten, der als Geisel gefangen gehalten wurde, befreien kann. Währenddessen greifen Soap, Price und Yuri das Anwesen von Waraabe, einem Handlanger Makarovs, an. Sie wollen von ihm erfahren, wer hinter den Gasangriffen steckt. Waraabe nennt den Namen „Volk“ und dessen gegenwärtigen Aufenthaltsort: Paris. Daraufhin wird er von Captain Price getötet. Da sie in den Kriegswirren nicht selbst nach Paris gelangen können, beauftragt Price „Sandman“, den Gruppenführer von Metal, mit der Suche nach Volk. Es gelingt, Volk auszuheben und trotz heftiger Verfolgung durch die russische Armee aus der Stadt zu schaffen. Die Gruppe um Price trifft sich derweil in Prag mit dem Widerstand, um Makarov bei einem Treffen in einem Hotel mitten in der Stadt aufzulauern. Dieser erwartet sie jedoch; MacTavish und Yuri werden in ihrem Scharfschützenversteck von einer Bombe überrascht. Durch die Explosion und den Sturz aus dem Fenster wird Soap schwer verwundet. Price und Yuri bringen ihn durch die feindlichen Linien hindurch zu einem Widerstandsnest. Hier erliegt Soap MacTavish seinen Verletzungen, seine letzten Worte sind: „Makarov kennt Yuri.“ Nun erklärt sich Yuris Hass auf Makarov. Er war in jungen Jahren fanatischer Anhänger der ultranationalen russischen Bewegung, welcher auch Makarov angehörte. Nach und nach begann er jedoch an seinen Idealen zu zweifeln, bis er sich schließlich gegen Makarov stellte. Dieser schoss ihm in die Brust und ließ ihn zum Sterben zurück. Yuri überlebte jedoch und sinnt seither auf Rache.
Der Spieler schlüpft nun wieder in die Rolle von Frost. In Berlin will das Sonderkommando Metal Alena Vorshevsky vor den Makarovs Schergen retten. Jedoch kommen sie zu spät; es ist nun nur noch eine Frage der Zeit, bis der russische Präsident die Startcodes preisgibt. Nun schließen sich Yuri, Price und das Team Metal zusammen und verfolgen Alenas Spur zu einer stillgelegten Diamantenmine nach Sibirien. Es gelingt, den Präsidenten und seine Tochter zu retten. Bei dem Versuch, die Verfolger aufzuhalten, kommt jedoch das gesamte Team Metal ums Leben.
Price sinnt nun mehr denn je auf Rache und verfolgt Makarovs Spur bis zu einem Hotel in Dubai. Es gelingt, Makarov auf dem Dach zu stellen. Makarov erschießt Yuri, wird dann jedoch seinerseits von Captain Price niedergerungen und mit einem Stahlseil erhängt. Price fällt auf den Boden und zündet sich eine Zigarre an, während im Hintergrund Polizeisirenen zu hören sind.
| Mission                        | Gebiet                              | Spielumgebung              |
| AKT I                          | AKT I                               | AKT I                      |
| ------------------------------ | ----------------------------------- | -------------------------- |
| Schwarzer Dienstag             | Manhattan, New York City            | Metropole                  |
| Jäger und Gejagte              | Manhattan, New York City            | Hafen                      |
| Persona non Grata              | Himachal Pradesh, Indien            | Dorf im indischen Hochland |
| Turbulenzen                    | Iljuschin Il-96-300PU               | Flugzeugkabine             |
| Wieder aufgetaucht             | Sierra Leone                        | afrikanisches Dorf         |
| Vorsicht an der Bahnsteigkante | London, England                     | Großstadt                  |
| AKT II´                        |                                     |                            |
| Codename:Goalpost              | Hamburg, Deutschland                | Großstadt                  |
| Zurück zum Absender            | Bosaso, Somalia                     | afrikanische Hafenstadt    |
| Der nasse Sack                 | Paris, Frankreich                   | Großstadt                  |
| Die Eiserne Dame               | Paris, Frankreich                   | Großstadt                  |
| Das Auge des Sturms            | Prag, Tschechien                    | Großstadt                  |
| Blutsbrüder                    | Prag, Tschechien                    | Großstadt                  |
| AKT III                        |                                     |                            |
| Die Festung                    | bei Prag, Tschechien                | Burg                       |
| Verbrannte Erde                | Berlin, Deutschland                 | Großstadt                  |
| In der Höhle des Löwen         | Sibirien, Russland                  | Diamantenmine              |
| Staub zu Staub                 | Dubai, Vereinigte Arabische Emirate | Hotel                      |

### Spezialeinheit

#### Überlebensmodus
In Modern Warfare 3 ist ein Überlebensmodus (Survival-Mode) enthalten und kann alleine oder kooperativ zu zweit gespielt werden. In diesem Spielmodus absolviert man endlose Wellen von Feinden und bemüht sich darum, so weit zu kommen wie möglich, da jedes Spiel auf jeden Fall mit dem Tod des Charakters endet. Dabei steigt die Schwierigkeit von Welle zu Welle, da die Feinde immer zahlreicher kommen und besser ausgerüstet sind. So kommen in den späteren Wellen nicht nur leicht gepanzerte und bewaffnete Polizisten wie in den ersten Wellen, sondern noch Kampfhubschrauber, Spezialeinheiten, und die aus Modern Warfare 2 bekannten „Juggernauts“, schwer gepanzerte Bodentruppen, die sich nur extrem schwer besiegen lassen. Der Spielmodus lässt sich am besten mit dem „Zombie-Modus“ aus Black Ops sowie World at War vergleichen, obwohl die Feinde im Vergleich nicht zufällig irgendwo spawnen, sondern sich auf taktische Positionen des Spielers beziehen, um damit effektiver den Spieler zusetzen zu können. Der Modus lässt sich auf allen Karten spielen, wobei die Schwierigkeit untereinander variiert. Spieler verdienen Geld für Aktionen wie Kills, Killserien etc., vergleichbar mit dem EP-System aus dem Multiplayer. Das verdiente Geld lässt sich dazu einsetzen, bessere Waffen und Aufsätze aufzurüsten, Ausrüstung wie z. B. C4 zu erhalten, sowie Unterstützung (z. B. Luftunterstützung) anzufordern. Jegliche Gegenstände können während des Spiels an auf der Karte positionierten Versorgungskisten gekauft werden. Für den Überlebensmodus gibt es ein vom Multiplayer separates EP-System, mit dem man bis zu insgesamt 50 Rängen aufsteigen kann, um so bessere Waffen, Ausrüstung etc. freizuschalten. Wenn man kooperativ zu zweit spielt, ist es zudem noch möglich, dass ein Teampartner den anderen „heilen“ kann, wenn er gefallen ist. Dabei gibt es einen Countdown, den der andere Spieler berücksichtigen muss, da sonst der Partner verblutet und ein „Game Over“ folgt.

#### Missionen
Zusätzlich zum Überlebensmodus gibt es wieder die aus Modern Warfare 2 bekannten Spezialeinheiten-Missionen. Bei denen muss der Spieler durch taktisches Vorgehen die Mission abschließen. Manche Missionen lassen sich nur zu zweit meistern, z. B. über Split Screen.

### Multiplayer
Alle Versionen von Modern Warfare 3 bieten Unterstützung eines plattformabhängigen Online-Multiplayers via Xbox Live, PlayStation Network, Steam oder Nintendo Wi-Fi Connection und lässt sich über WLAN sowie, falls vorhanden, LAN spielen.

#### Ränge-System
Modern Warfare 3 bietet ein 80 Ränge umfassendes Ränge-System. Die Ränge haben die Titel von echten Soldatenrängen (z. B. Sergeant First Class). Um im Rang aufzusteigen, ist eine bestimmte Anzahl von EP nötig, wobei die benötigten EP mit dem Rang erhöht werden. Mit dem Rang werden neue Waffen, Aufsätze, Herausforderungen sowie Extras wie z. B. der Klasseneditor freigeschaltet.

##### Prestige-Modus
Ist der Spieler Rang 80, hat er die Möglichkeit, im Prestige-System aufzusteigen. Dabei werden alle spielerisch relevanten Dinge wie z. B. Ränge und Waffen zurückgesetzt und der Spieler beginnt auf Rang 1 wieder neu. Dieser Vorgang lässt sich insgesamt 20 Mal wiederholen, also gibt es in Modern Warfare 3 insgesamt 1600 Ränge.
Wenn der Spieler Prestige freischaltet, bekommt er neue Titel und Emblems (s. u.) und bekommt ein Prestige-Token, mit dem er exklusive Extras wie z. B. eine zusätzliche Klasseneditorklasse oder zusätzliche Titel freischalten kann.

##### Titel und Embleme
Modern Warfare 3 bietet die Möglichkeit, den eigenen Gamertag zu individualisieren. Titel und Embleme werden in der Spielerbox freigeschaltet, die vor allem eingeblendet wird, wenn der Spieler getötet wird oder einen anderen Spieler selbst tötet.
Der Titel besteht aus einem Hintergrund sowie einem vordefinierten Text, wie z. B. „Der Vernichter“ auf einem passenden Hintergrund. Die Embleme sind kleine Icons, die links vom Titel im Gamertag eingeblendet werden.
Es gibt mehrere hundert jeweils davon, die vom Spieler freigeschaltet werden können, indem er Ränge aufsteigt, „Ungewöhnliches“ tut (z. B. „sich selber 10 Mal hintereinander abschießen“) sowie Herausforderungen abschließt.

#### EP-System
EP (engl. experience points: Erfahrungspunkte) sind erforderlich, um im Rang aufsteigen zu können. Diese bekommt man, wenn man einen Spieler tötet („Abschuss“), Unterstützung anfordert, Herausforderungen abschließt sowie durch andere Aktionen, die zum Teil auch Spielmodi-spezifisch sind: So bekommt man EP, wenn man in „Capture the Flag“ die Fahne erobert bzw. zurückbringt.

#### Herausforderungen
Herausforderungen bringen dem Spieler EP und schalten Waffenfertigkeiten- und Aufsätze frei.
Jede Herausforderung ist in verschiedenen Stufen vorhanden, ähnlich wie beim Ränge-System. Anfangs (Stufe 1) braucht man die Aktion nur wenige Male auszuführen, um die Herausforderung abzuschließen und die EP zugeschrieben zu bekommen. Dabei gibt es aber nur wenig EP. Bei höheren Stufen gibt es für mehr Aktionen auch mehr EP-Boni.
Herausforderungen können durch verschiedenste Aktionen abgeschlossen werden, Beispiele (Auswahl):
- Töten von Spielern, auch z. B. mit Variation:
  - während sie sich in der Luft befinden
  - ohne selbst Schaden zu nehmen
  - während sie gerade Fahne erobern (Spielmodi Herrschaft)
- Spielmodi-spezifische Aktionen wie z. B. das Erobern einer Fahne
- Ausrüstung:
  - Abschüsse mit derselben Waffe bzw. Ausrüstung (z. B. Granate) erlangen
  - Abschüsse mit denselben Aufsätzen (z. B. Rotpunktvisier) erlangen
- Fertigkeiten:
  - Ortung durch das Extra Assassine verhindern

## Rezeption
Das Spiel wirke durch die pausenlose Action nicht besonders glaubwürdig, die brachiale Inszenierung sorge jedoch für hohen Spielspaß. Die Skript-Elemente, Geschütz-Einlagen und Bullet-Time-Sequenzen befänden sich an den richtigen Stellen. Große Gefechte seien hingegen weniger gelungen, da die Computergegner einem lediglich ins Feuer laufen. Die SpecOps-Missionen seien ein Highlight. Technisch könne es nicht mit den Details von Uncharted 3 oder der zerstörbaren Kulisse von Battlefield 3 mithalten. Die PC-Fassung sehe etwas hübscher aus als die Konsolen-Fassungen, könne aber nicht mit Referenztiteln wie Crysis 2 mithalten. Auf der Wii-Konsole treten gelegentlichen Lags und weitere kleine technische Probleme auf. Die Grafik sei massiv abgespeckt und die Kampagne verlöre stark an Faszination.
Modern Warfare 3 verkaufte sich am ersten Tag im Vereinigten Königreich und den USA rund 6,5 Millionen Mal bei einem Umsatz von über 400 Millionen US-Dollar und hat damit am ersten Verkaufstag mehr eingespielt als jedes andere Videospiel, Buch oder Film zuvor. Innerhalb einer Woche nach Erscheinen wurden von Modern Warfare 3 insgesamt über zwölf Millionen Einheiten verkauft. Damit wurde der Verkaufsrekord von Call of Duty: Black Ops (4 Millionen) nochmals überboten. Inzwischen wurde sogar innerhalb von 16 Tagen ein Rekordumsatz von 1 Milliarde US-Dollar erzielt. Bis 2013 wurde das Spiel 26,5 Millionen Mal weltweit verkauft.

## Entwicklung
Die Entwicklung von Call of Duty: Modern Warfare 3 wurde durch einen rechtlichen Streit zwischen den Gründungsmitgliedern von Infinity Ward – Jason West und Vince Zampella – und Activision erschwert. Da nach deren Entlassung auch weitere Mitarbeiter kündigten, musste Activision die Hilfe von Sledgehammer Games und Raven Software in Anspruch nehmen, um die Entwicklung voranzutreiben.

### Cheating
Spielmodifizierungen jeglicher Art sind laut Activision weder erlaubt noch erwünscht. Activision droht bei mehrmaligen Verstößen mit „Banns“ und somit ein Ausschluss des Netzwerkes. Während einer Wochenendaktion mit doppelten Erfahrungspunkten für die Spieler gelang es Hackern eine modifizierte Version der Lobby und dort Entwicklercheats wie God-Modus oder erhöhte Laufgeschwindigkeit einzustellen um Spieler zu übervorteilen. Zudem konnten sie die Spielerpunkte zurücksetzen und ehrliche Spieler wieder ins Hauptmenü zurücksetzen. Activision schaltete daraufhin alle Server ab. Sprecher und Produzent Robert Bowling verließ kurz danach das Unternehmen.
Die PC-Version wird durch das Steameigene System VAC geschützt. Da dieses mit teils erheblicher Verzögerung bannt, um möglichst viele Nutzer eines Hacks gleichzeitig zu strafen, können diese bis zum Zeitpunkt ihres Banns ungestraft weiterspielen. Um schneller reagieren zu können, wurde von Infinity Ward zunächst die Steam-Gruppe IW Enforcers gegründet. Mitglieder dieser Gruppe konnten Hacker mit entsprechenden Informationen und Belegen melden. Sobald ein Hacker von Mitarbeitern als solcher verifiziert wird, wird diesem der Zugang zum Multiplayersystem abseits von VAC verwehrt. Im März 2012 stellte Xifon – der Entwickler des Modern Warfare 2 server admin tools (MW2sa) – das MW3sa Reporting tool vor, welches er in Zusammenarbeit mit Infinity Ward erstellte. Dieses erlaubt über eine einfache GUI Spielaufnahmen aus Modern Warfare 3 auszuwählen, in diesen die vermeintlichen (oder offensichtlichen) Hacker auszuwählen und die Spielaufnahmedatei zusammen mit einer Beschreibung des Hacks direkt an Infinity Ward zu senden.

## Portierungen

### Wii-Version
Die Wii-Version ist in großen Teilen identisch mit den Versionen auf Xbox 360, PlayStation 3 und PCs. Der Mehrspielermodus ist auf fünf gegen fünf Spieler beschränkt.

### Nintendo-DS-Version
Für das Nintendo DS wurde von dem Entwickler n-Space eine eigene Version namens Call of Duty: Modern Warfare 3: Defiance veröffentlicht. Das Spiel stellt eine im Vergleich zum Konsolenspiel unabhängige Variante dar und besitzt nur sehr wenige Anhaltspunkte daran.